# Emilio Franchi Maggi
Emilio Franchi Maggi (Pavia, 1852 – Pavia, 27 dicembre 1925) è stato un ingegnere e politico italiano.

## Biografia
Nato a Pavia nel 1852 da Giuseppe Franchi (1816-1880), ingegnere, e Marta Lanfranchi (1832-1910), conseguì la laurea in ingegneria civile al Politecnico di Torino nel 1874 e assunse la dirigenza dell'Agenzia di Pavia della Congregazione di carità di Milano nel 1881.
In onore dell'avo Luigi Felice Maggi (1804-1887), assunse nel 1887 il doppio cognome, e nell'aprile 1888 si sposò con Bianca Casorati (1864-1940), figlia del matematico Felice Casorati. Ebbe tre figli: Giuseppe (1890-1918), caduto nella prima guerra mondiale, Maria (1891-1968) e Felice (1900-1979).
Attivo nella politica locale, fu consigliere comunale, assessore e per due volte sindaco di Pavia con i radicali, dal 1889 al 1890 e dal 1910 al 1914. Nel 1902 e nel 1910 venne eletto consigliere provinciale.
Tra i numerosi incarichi ricoperti nella vita amministrativa cittadina si ricordano: rappresentante municipale per il Consorzio universitario e il Teatro civico, membro delle commissioni comunali per l'edilizia e per le imposte, presidente del consiglio d'amministrazione del Collegio Ghislieri dal 1893 al 1904 e presidente del Consiglio ospitaliero.